# (21488) Danyellelee
(21488) Danyellelee (1998 HT150) – planetoida z grupy pasa głównego asteroid okrążająca Słońce w ciągu 3,24 lat w średniej odległości 2,19 j.a. Odkryta 21 kwietnia 1998 roku.